# Набережная улица (Калуга)
Набережная улица — улица в исторической части Калуги. Проходит, следуя линии русла Оки, от Гагаринской развязки до Воробьёвской улицы и, с поворотом, к Скверу имени Ленина. Одна из границ Площади Старый торг. Протяжённость улицы около 1,35 км.
Один из предлагаемых туристических маршрутов по городу

## История
Как набережная граница города по реке Ока запланирована на градостроительном плане 1778 года. Часть улицы, ведущая от Оки к Площади Старый Торг, называлась Трубянка — она прошла по заключённый в трубу речке Городенке и Городенскому рву, засыпанному в XIX веке. По находившейся на улице Духовной семинарии называлась Семинарской
Участок улицы за Городенским  оврагом, выходящий к Воробьёвской улице, назывался Лабазная улица.
Носила наименование улица 5-7 Июля 1917 года, Рыбная.

## Достопримечательности
д. 3 — Жилой дом
д. 4б — флигель Духовной семинарии
д. 4в — больница Духовной семинарии
д. 4г — баня Духовной семинарии
д. 4 — дом для служащих Духовной семинарии
д. 5 — жилой дом
д. 7 — Дом Овсянникова
д. 11 — Жилой дом
д. 15 — Жилой дом

## Известные жители
д. 9 — родственники Антона Павловича Чехова

## Галерея

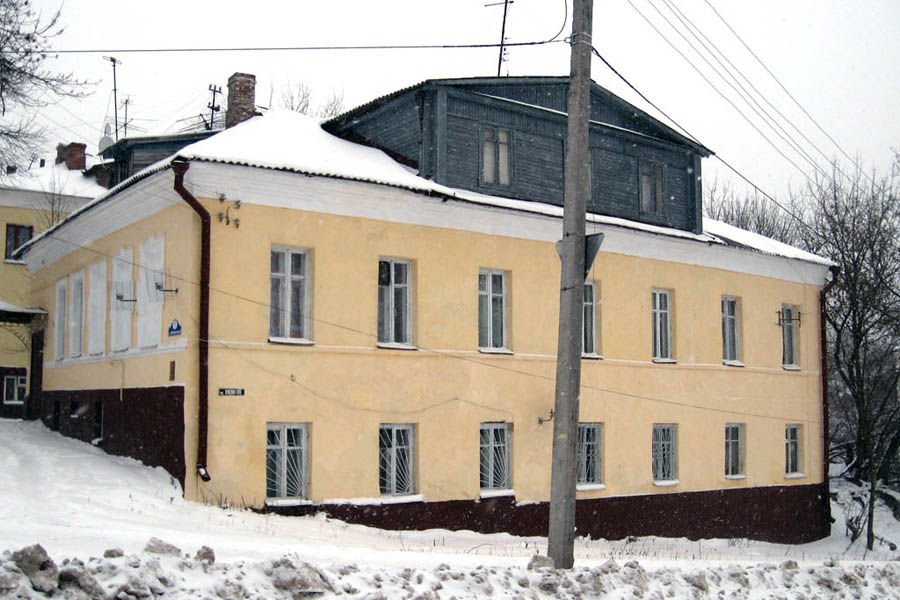
д. 7
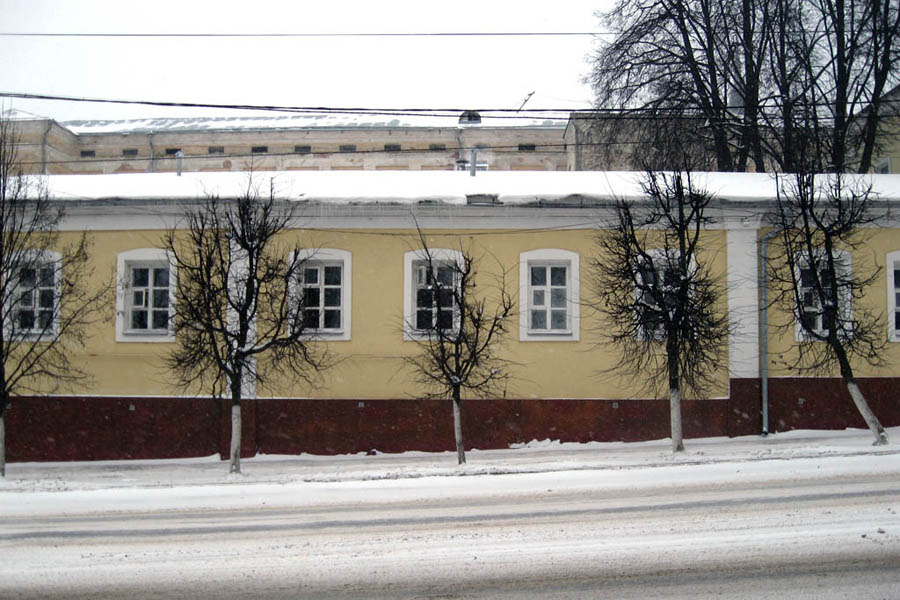
Духовная семинария
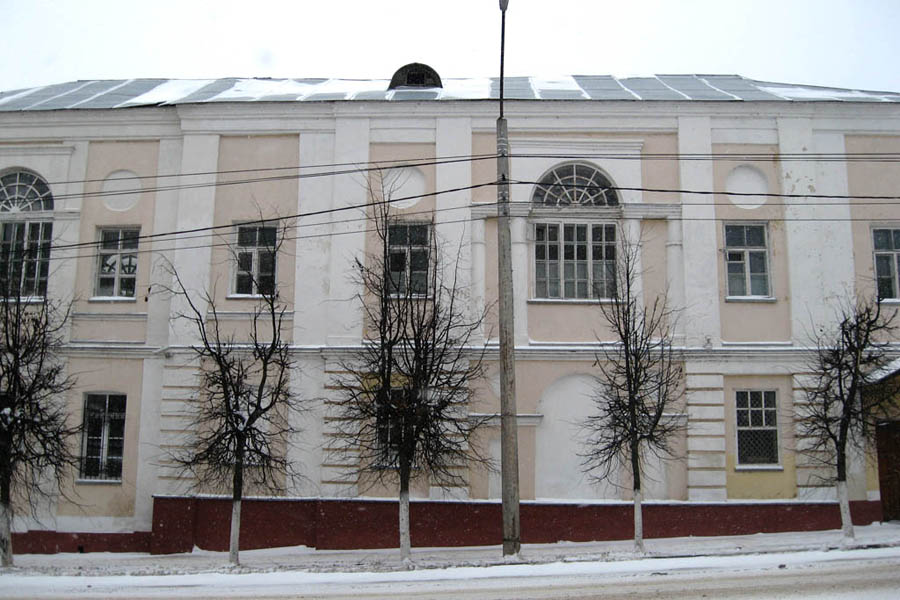
Духовная семинприя. Северный флигель
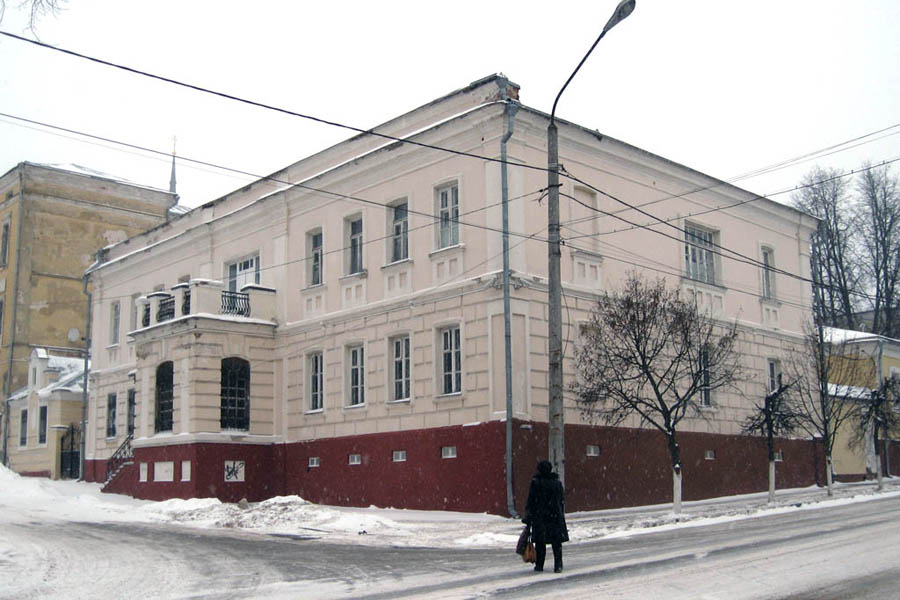
Духовная семинприя. Южный флигель
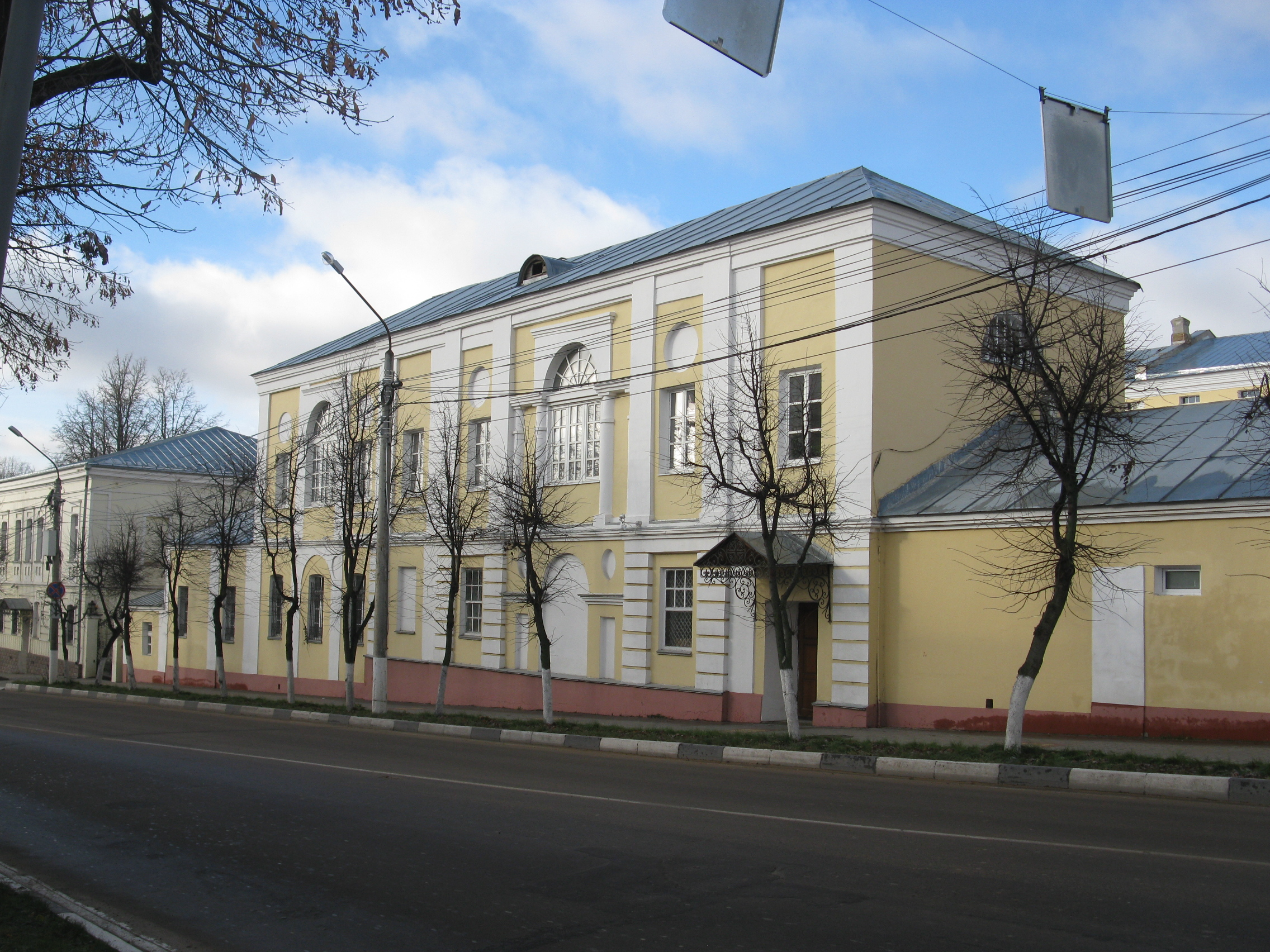
д. 4б